# Мејо (Јужна Каролина)
Мејо (енгл. Mayo) насељено је место без административног статуса у америчкој савезној држави Јужна Каролина.

## Демографија
По попису из 2010. године број становника је 1.592, што је 250 (-13,6%) становника мање него 2000. године.
| Група             | 2000.         | 2010.         |
| Белци             | 1.775 (96,4%) | 1.483 (93,2%) |
| Афроамериканци    | 24 (1,3%)     | 50 (3,1%)     |
| Азијати           | 9 (0,5%)      | 5 (0,3%)      |
| Хиспаноамериканци | 23 (1,2%)     | 41 (2,6%)     |
| Укупно            | 1.842         | 1.592         |